# Eksistens
 For alternative betydninger, se Eksistens (flertydig). (Se også artikler, som begynder med Eksistens)
Eksistens er tilstanden af at være virkelig eller deltage i virkeligheden. Udtrykkene "væsen", "virkelighed" og "aktualitet" anvendes ofte som nære synonymer. Eksistens står i kontrast til ikke-eksistens, intethed og ikke-væren. En almindelig skelnen er mellem eksistensen af en entitet og dens essens, som refererer til entitetens natur eller væsentlige kvaliteter.
Den vigtigste filosofiske disciplin, der studerer tilværelsen, kaldes ontologi. Den ortodokse opfattelse er, at det er en andenordens egenskab eller en egenskab af egenskaber. Ifølge denne opfattelse betyder det at sige, at en ting eksisterer, at dens egenskaber er instantieret. En anden opfattelse hævder, at eksistensen er en førsteordens egenskab eller en egenskab tilhørende partikularer. Det betyder, at eksistensen har samme ontologiske status som andre partikularers egenskaber, såsom farve og form. Meinongianere accepterer denne idé og mener, at ikke alle partikularer har denne egenskab: de siger, at der er nogle partikularer, der ikke eksisterer. Denne opfattelse afvises af universalister, som ser tilværelsen som en universel egenskab for enhver partikular.
Forskellige former for eksistens diskuteres i den akademiske litteratur. Enkeltstående eksistens er eksistensen af individuelle entiteter, mens generel eksistens refererer til eksistensen af begreber eller universaler. Andre skel er mellem abstrakt og konkret eksistens, mellem mulig, kontingens og nødvendig eksistens og mellem fysisk og mental eksistens. Et nært beslægtet spørgsmål er, om forskellige typer af entiteter eksisterer på forskellige måder eller i forskellig grad.
Et centralt spørgsmål i ontologi er, om der er en grund til eksistens generelt - eller hvorfor noget overhovedet eksisterer. Eksistensbegrebet er relevant for forskellige områder, herunder logik, epistemologi, bevidsthedsfilosofi, sprogfilosofi og eksistentialisme.